# Petronas (azienda)
Petronas, abbreviazione di Petroliam Nasional Berhad, è una società petrolifera statale malese.

## Storia
Fondata il 14 agosto 1974, è a capo di una vasta rete di società controllate nel campo della raffinazione petrolifera e dell'energia.
Ha la propria sede legale nelle torri Petronas di Kuala Lumpur, progettate dall'architetto César Pelli e costruite nel 1998.
Nel 2007 acquista la Selenia Lubrificanti (ex Fiat Lubrificanti) dal fondo KKR.

## Motorsport

### Formula 1

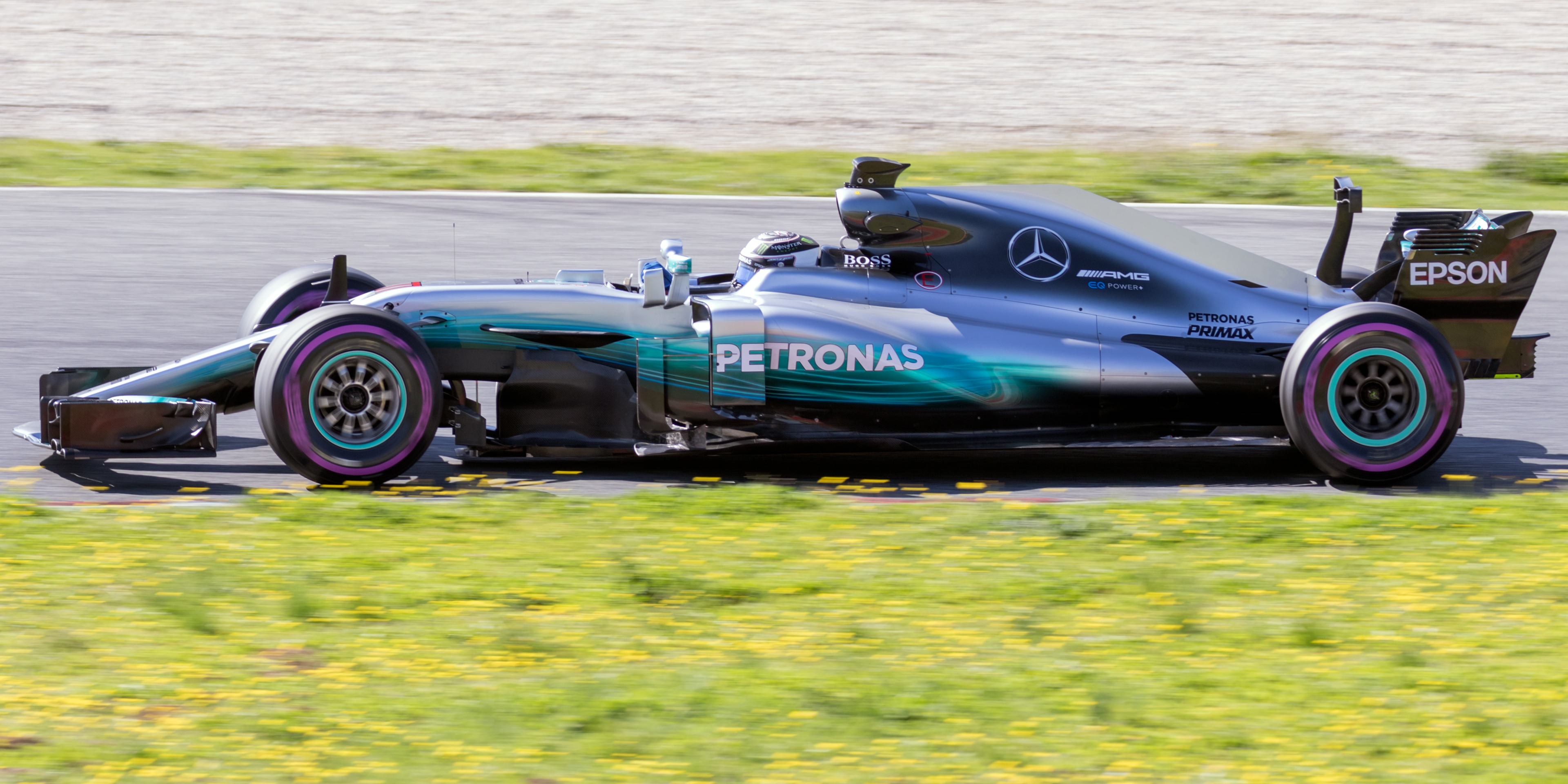
La Mercedes W08, sponsorizzata Petronas

In Formula 1 la Petronas è stata fornitrice e sponsor per alcuni anni della squadra svizzera Sauber. Tra la stagione 1997 e la stagione 2005, la Petronas ha ribattezzato i motori Ferrari della stagione precedente forniti alla Sauber. Inoltre, è azionista al 40% della Sauber Petronas Engineering, la struttura che cura l'aspetto tecnico della scuderia. Dalla stagione 2010 è partner del team Mercedes AMG F1.

### Motociclismo
Dal 1999 al 2002 è stata sponsor ufficiale della Yamaha nella classe 250: i piloti erano Sebastián Porto e Naoki Matsudo.
Ha preso parte al campionato mondiale Superbike dal 2003 al 2006, finanziando la costruzione della Petronas FP1 e supportando il team Foggy Racing.
Dal 2009 al 2011 è stata partner del team ufficiale Yamaha nella classe MotoGP del motomondiale; nella stessa classe, dal 2019 al 2021 è stata title sponsor del team satellite Yamaha SRT.